# Michael Smith (football, 1988)
Pour les articles homonymes, voir Michael Smith (homonymie) et Smith.
Michael Smith est un footballeur nord-irlandais né le 4 septembre 1988 à Ballyclare. Il joue au poste de défenseur au Yeovil Town.

## Biographie

### Carrière en club
Le 25 juillet 2014, il rejoint le club de Peterborough United.
Le 30 juin 2017, il rejoint Hearts, qu'il quitte six ans plus tard.

### Carrière internationale
Le 28 mars 2016, il réalise ses débuts internationaux en faveur de l'Irlande du Nord, lors d'un match amical contre la Slovénie (victoire 1-0 à Belfast).

## Palmarès

### En club
Hearts
- Scottish Football League First Division (deuxième division)
  - Champion: 2021

 Yeovil Town
- National League South
  - Champion en 2024

### Distinctions individuelles
- Membre de l'équipe type de D4 anglaise en 2014.
- Membre de l'équipe-type de Scottish Championship (deuxième division) en 2021.